# Мегданкьой
Мегданкьой (на румънски: Valea Teilor, Валя Тейлор) е село в окръг Тулча, Северна Добруджа, Румъния.

## История
До 1940 година Мегданкьой е с преобладаващо българско население, което се изселва в България по силата на подписаната през септември същата година Крайовската спогодба.
При избухването на Балканската война в 1912 година 1 човек от Мегданкьой е доброволец в Македоно-одринското опълчение.

## Личности
Родени в Мегданкьой
- Васил Червенов, македоно-одрински опълченец, 2 рота на Лозендраската партизанска дружина[2]